# Journal des savants

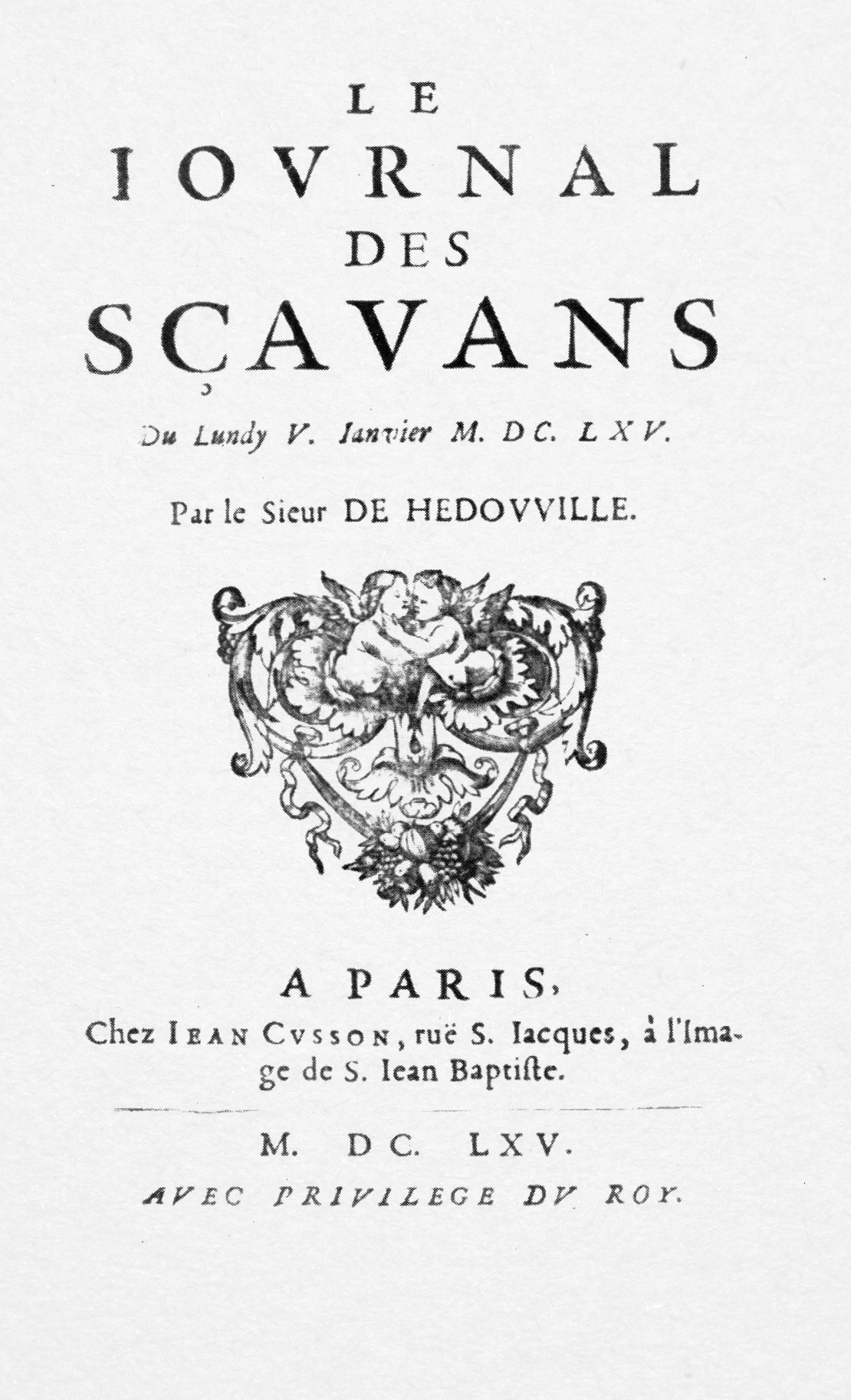
Första numret av Journal des savants (Le journal des sçavans), utgivet i Paris den 5 januari 1665.

Journal des savants är en fransk vetenskaplig tidskrift, grundad i Paris 1665 av Denis de Sallo, Frankrikes äldsta i sitt slag.
Journal des savants var indragen 1792–1816, reorganiserades därefter, övertogs 1903 av Institut de France och leddes från 1906 av Académie des inscriptions et belles-lettres.